# Willy Rieger
Willy Rieger (* 5. September 1904 in Breslau; † 14. März 1967 in Cuxhaven) war ein deutscher Bahnradsportler.
Willy Rieger war Profi-Rennfahrer von 1926 bis 1935. In diesen Jahren war er ausnahmslos bei Sechstagerennen erfolgreich. Er startete bei 40 Veranstaltungen und landete bei 20 Rennen unter den ersten Drei. 1926 bestritt er mit Fritz Knappe das erste Sechstagerennen in Dortmund, das die beiden auch gewannen. Gemeinsam mit dem überragenden dänischen Sprinter seiner Zeit und Weltmeister, Willy Falck Hansen, belegte er bei der ersten Austragung des Kopenhagener Sechstagerennens Rang zwei. Insgesamt gewann Rieger sechs Sechstagerennen, dreimal das heimische in Breslau, zweimal in Frankfurt am Main. 
Nachdem seit 1934 in Deutschland keine Sechstagerennen mehr ausgetragen wurden, verlegte sich Rieger auf andere Radsport-Disziplinen. So wurde er 1935 Vierter der deutschen Meisterschaft im Sprint. 1936 beendete er seine Radsport-Laufbahn.